# Cheliferoides planus
Cheliferoides planus är en spindelart som beskrevs av Arthur M. Chickering 1946. Cheliferoides planus ingår i släktet Cheliferoides och familjen hoppspindlar. Inga underarter finns listade i Catalogue of Life.